# آرون گالیندو
آرون گالیندو (اسپانیایی: Aarón Galindo‎؛ زادهٔ ۸ مهٔ ۱۹۸۲) بازیکن فوتبال اهل مکزیک بود.
از باشگاه‌هایی که در آن بازی کرده‌است می‌توان به باشگاه فوتبال گوادالاخارا، باشگاه فوتبال کروز آزول، باشگاه فوتبال سانتوس لاگونا، باشگاه فوتبال گراس‌هاپر زوریخ، باشگاه فوتبال آینتراخت فرانکفورت، باشگاه فوتبال دپورتیوو تولوکا، و باشگاه فوتبال هرکولس اشاره کرد.
وی همچنین در تیم‌های ملی فوتبال زیر ۲۳ سال مکزیک، و مکزیک بازی کرده‌است.
وی در مسابقات کشوری و بین‌المللی در مجموع برندهٔ ۱ مدال نقره شده‌است.